# Moezelfrankisch

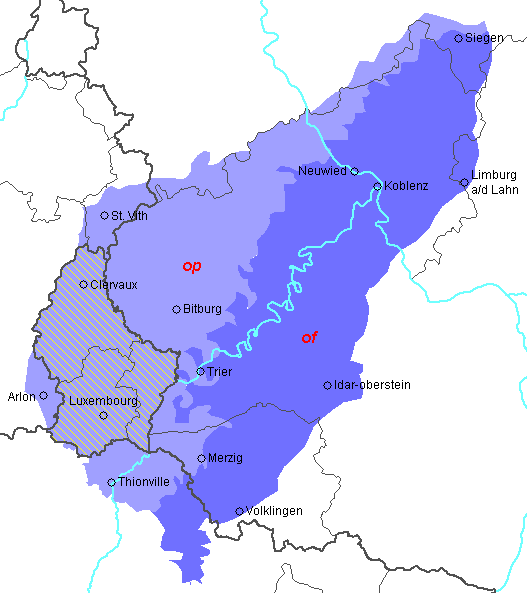
Verspreiding van de Moezelfrankische dialecten in Duitsland, Luxemburg, België en Frankrijk. Het Moezelfrankisch is een officiële taal in Luxemburg (gearceerd).

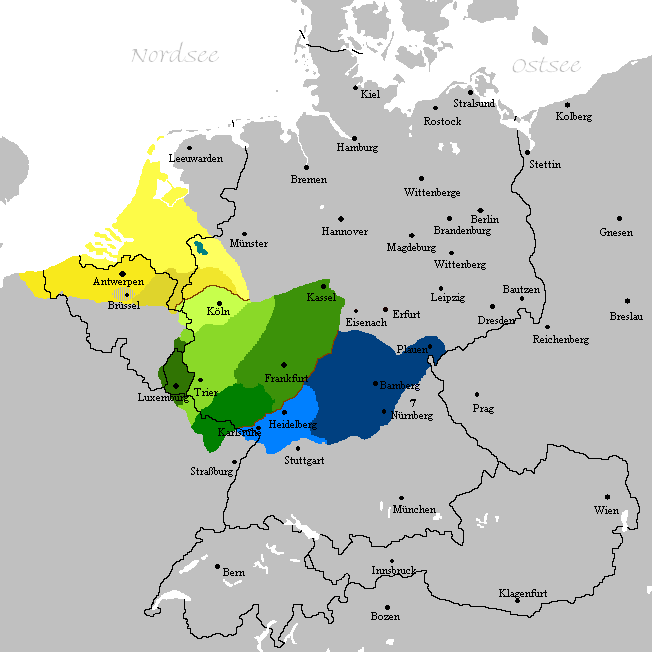
Verspreiding van de Frankische dialecten in het Nederlands-Duitse dialectcontinuüm. Het Nederfrankische taalgebied (dat onder andere het Nederlands omvat) is geel, het Middelfrankische taalgebied (dat onder andere het Moezelfrankisch omvat) is groen, en het Zuid-Frankische taalgebied, dat de overgang naar het Opperduits vormt, is lichtblauw en het Oostfrankische taalgebied, dat ook de overgang naar het opperduits vormt is donkerblauw.

Het Moezelfrankisch (Duits: Moselfränkisch) - genoemd naar de rivier de Moezel - is een van de subvormen van het Middelfrankisch en daarmee tevens een variant van het Westmiddelduits.

## Afbakening
Het Moezelfrankische taalgebied is door Georg Wenker gedefinieerd als het gebied binnen de Rijnlandse waaier dat in het noordwesten begrensd wordt door de Bad Honnefer linie (de dorp/dorf -isoglosse) en in het zuidoosten door de Sankt-Goarse linie (dat/dass-isoglosse), die het Moezelfrankisch van het Rijnfrankisch scheidt.
Het Moezelfrankisch wordt in geografisch opzicht gesproken in grote delen van Rijnland-Palts en het westen van Saarland.

## Subgroepen
Lokale vormen zijn bijvoorbeeld het Triers, enkele Eifelse dialecten, het tevens in Rijnland-Palts gesproken Untermosellanisch en het West-Westerwäldisch. Ook het dialect van de stad Siegen in Westfalen wordt als Moezelfrankisch beschouwd, en heeft de specifieke naam Siegerländisch. In België sluit het aan in het zuidelijke deel van de Oostkantons.
Het Luxemburgs (Lëtzebuergesch) heeft sinds 1984 de status van aparte taal, maar is historisch een variant van het Moezelfrankisch. Ook in de omgeving van het Belgische Aarlen wordt Luxemburgs gesproken. In 1990 heeft de Franse Gemeenschap dat onder de naam 'francique' (Frankisch) als regionale taal erkend.
In Frankrijk wordt het Moezelfrankisch gesproken in Noord-Lotharingen (Lotharings Frankisch). De noordelijke, Luxemburgse variant wordt als francique luxembourgeois genoemd, de zuidoostelijke variant heet francique mosellan.

## Kenmerken
Het Moezelfrankisch kent specifieke uitdrukkingen die aan het Engels doen denken, zoals Ma get fit ("Men wordt fit") ("gaan" heeft hier de betekenis van "worden"). Verder worden veel inheemse Duitse woorden net
iets anders uitgesproken dan in het Standaardduits, bijvoorbeeld:
| Moezelfrankisch                     | Hoogduits          | Nederlands                  |
| ----------------------------------- | ------------------ | --------------------------- |
| Musel                               | Mosel              | Moezel                      |
| äisch [ɛɪʃ]                         | ich                | ik                          |
| dou [dɔʊ]                           | du                 | jij                         |
| dat, daat                           | das, dass          | dat                         |
| träi [tʁɛɪ]                         | drei               | drie                        |
| Döppen [døpən]                      | Topf               | pan                         |
| Döppschi, -e [døpʃɪ] /[døpʃə]       | Töpfchen           | pannetje                    |
| Päad [pɛːɐt]                        | Pferd              | paard                       |
| Schaiapoart [ʃaɪapoɐt]              | Scheunentor        | schuurdeur                  |
| Koa(r) [kɔɐ]                        | Karre              | kar                         |
| Schaaf                              | Schrank (n)        | kast                        |
| Schoof [ʃɔːf]                       | Schaf              | schaap                      |
| Gudde Moien! / Goode Morje!         | Guten Morgen!      | Goede morgen!/ Goeiemorgen! |
| Kuundel / Koondel / Köndel / Kändel | Regenrinne         | dakgoot                     |
| Krœnen [kʁœːnən]                    | Kran, Wasserhahn   | kraan                       |
| hann / hänn / hunn / hönn           | haben              | hebben                      |
| genn, jewe                          | geben              | geven                       |
| kräeje, krien, kreen                | kriegen, bekommen- | krijgen                     |
| ginn                                | werden             | worden/zullen               |

## Woordenschat
Een typisch woord is bijv. Knäipschinn op, waarvan het eerste deel verwant is met het Engelse knife en het Oudnederlandse knijf. De Duitse voornaamwoorden er en íhn ("hij", "hem") luiden in de Vooreifel hii en hiin. De Moezelfrankische dialecten kennen daarnaast ook Franse leenwoorden, al dan niet in aangepaste vorm, zoals trottoir en loo ("daar"; vgl. het Franse là), waarvan er veel dateren uit de Frans-Spaanse Oorlog van 1683-84. Verder kent het Moezelfrankisch relatief veel latinismen uit de tijd van het Romeinse rijk, zoals Viez voor cider (Standaardduits: Apfelwein) en möll (zacht/rijp, Latijn: mollis). Ook plaatsnamen als Koblenz (Latijn: Confluentes) en Neumagen-Dhron (Latijn: Noviomagus) herinneren nog aan de Romeinse tijd. Daarnaast zijn er enkele woorden van Keltische origine bewaard gebleven uit de tijd dat de Treveri het gebied bewoonden, zoals Laä (rots) en Koa (kruiwagen).

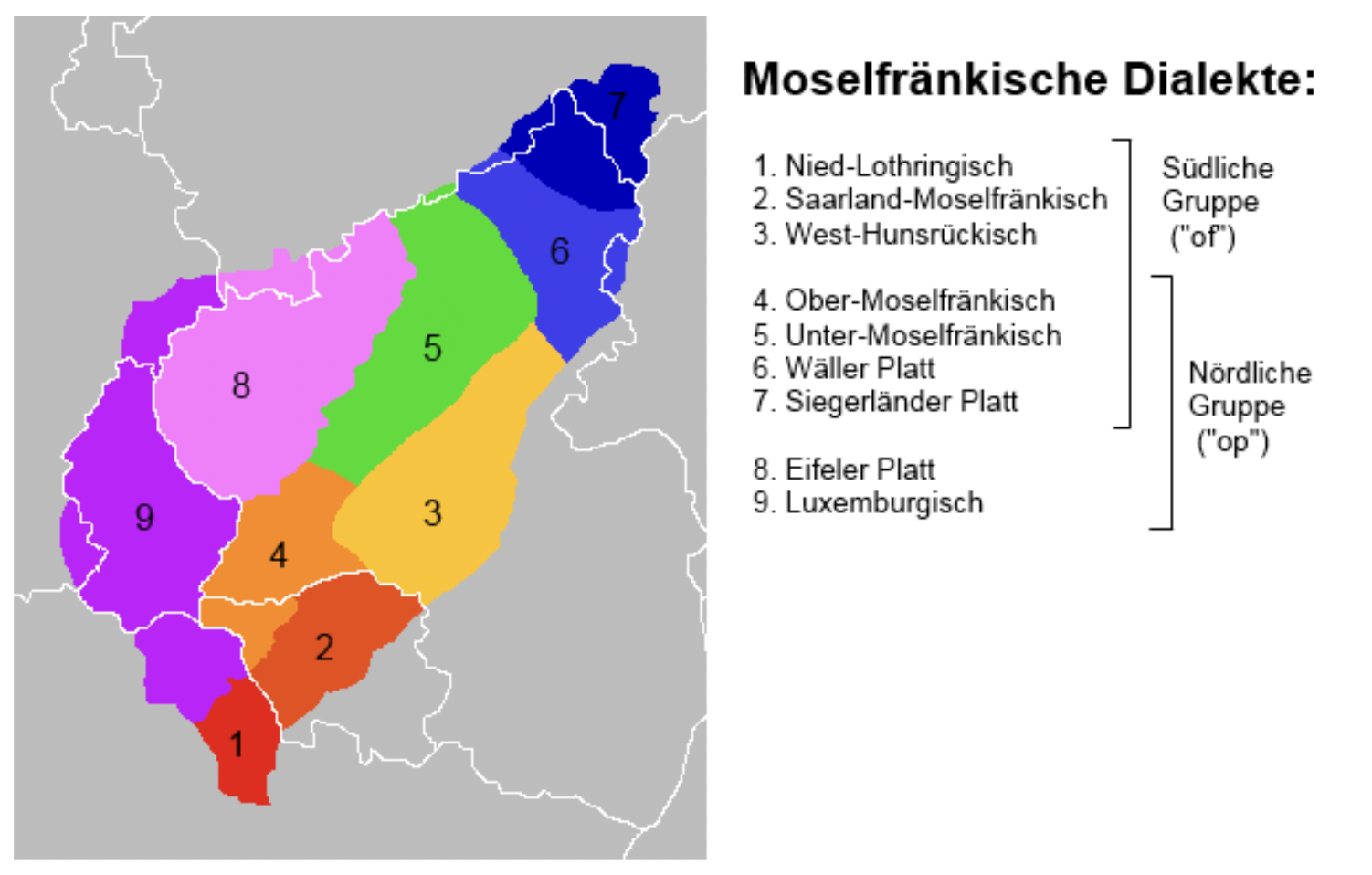
De onderverdeling van Moezelfrankische dialecten

## Verwante dialecten
(Zeer) nauw verwant aan het Moezelfrankisch zijn het Lotharings Frankisch, het in Aarlen en omstreken gesproken Luxemburgse dialect, het West-Paltsisch en het in Zuid-Amerika gesproken Riograndenser Hunsrückisch. Ook het Zevenburger Saksisch, dat wordt gesproken in het Roemeense Transsylvanië (Siebenburgen of Zevenburgen), is sterk verwant aan het Moezelfrankisch (en in feite hieruit voortgekomen).